# مرا (کمیک)
یامیرا زبلا چالا که عموماً تحت نام مرا (به انگلیسی: Mera) شناخته می‌شود، یک شخصیت خیالی ابرقهرمان در کتاب‌های کامیک آمریکایی منتشر شده توسط دی‌سی کامیکس است. شخصیت مرا توسط نویسنده جک میلر و طراح نیک کاردی خلق شده است که برای اولین بار در شمارهٔ ۱۱ آکوامن (سپتامبر ۱۹۶۳) حضور پیدا کرد. مِرا ملکهٔ سابق بُعد آکوآ، ملکهٔ آتلانتیس و همسر دیگر شخصیت ابرقهرمان دی‌سی کامیکس، آکوامن است.
مرا در ابتدا به عنوان یک شخصیت پشتیبان شوهرش، ابرقهرمان آکوامن به تصویر کشیده شد و از قدرت هیدروکینتیک فوق‌العاده‌ای برای ایجاد و کنترل آب برخوردار بود، و نویسندگان امروزی تأکید بیشتری بر قدرت بدنی ابرانسانی او داشته‌اند. او به عنوان یکی از اعضای تیم ابرقهرمانی شاخص دی‌سی کامیکس، یعنی لیگ عدالت به تصویر کشیده شده است. خط داستان‌های قبلی، همچنین اختلال روانی ملکه مرا را به تصویر کشیده‌اند، همانطور که او با فقدان کمرشکنی مواجه شده بود. داستان‌ها تلاش‌های او برای مقابله با خشم انفجاری و پایدارش را بررسی می‌کردند. روایت‌های جدیدتر رویکرد او به حکومت را در مقایسه با شوهرش مورد بررسی قرار می‌دهند.
از این شخصیت در رسانه‌های مختلفی اقتباس شده است، النا ساتینی نقش او را در سریال تلویزیونی اسمالویل بازی کرده است، و در دنیای توسعه‌یافته دی‌سی، امبر هرد نقش شخصیت مرا را در فیلم‌های لیگ عدالت (۲۰۱۷)، و اسنایدر کات به کارگردانی زک اسنایدر، و آکوامن، و دنبالهٔ آن آکوامن و پادشاهی گم‌شده (۲۰۲۳) به کارگردانی جیمز وان ایفا کرده است.

## زندگینامه ساختگی شخصیت
مرا زمانی ملکهٔ اعماق دریاها و جهانی در بعد دیگر با نام بُعد آکوآ بود. سال‌ها پیش مجرمی به نام لرون کنترل و تخت پادشاهی‌اش را تصاحب کرد و سپس مرا را از سمت خود عزل نمود. مرا که از سرزمین پادشاهی خود تبعید شده بود، از بُعد آکوآ به قلمرو زمین سفر کرد، و در آنجا پادشاه دریای آتلانتیس، آکوامن را ملاقات می‌کند. آکوامن و یکی از پیروانش به نام آکوالد سوگند یاد کردند که به هر شکل ممکن به مرا کمک کنند. اما لرون که مرا را تا قلمرو زمین تعقیب کرده بود، توانست او و آکوامن را اسیر کند و پس از انتقال به بُعد آکوآ، آن‌ها را زندانی کرد. آکوامن به کمک یکی از ارواح آبی توانست مرا را آزاد کند و در نهایت لرون را شکست داد. اما مرا به جای بازگشت به تاج و تخت پادشاهی‌اش، تصمیم گرفت همراه با آکوامن به آتلانتیس برود. پس از شرکت در ماجراجویی‌های مختلف، در نهایت عاشق یکدیگر شدند. آن دو به زودی ازدواج کردند و مرا همراه با آکوامن در کاخ سلطنتی‌اش واقع در آتلانتیس زندگی کرد. آن‌ها به زودی صاحب پسری شدند که نام آن را آرتور کِری جِی‌آر. (آکوابیبی) نهادند. مرا همچنین یک خواهر دوقلو به نام هیلا دارد که به شرارت روی آورده است.
پس از گذشت کمتر از دو سال، بلک مانتا، دشمن آکوامن، آکوابیبی را ربود و او را داخل مخزنی شفاف حاوی سم قرار داد. کودک بر اثر سم به کما رفت و مرا ناامیدانه به نجات جان فرزندش شتافت. ولکو مرا را برای پیدا کردن دانشمند «Xebel»، به سرزمین اجدادیش فرستاد که مکان دستگاه درمانی ویژه برای نجات فرزندش را می‌دانست. او زمانی که بُعد آکوآ رسید، مشاهده کرد که پادشاهی‌اش توسط لرون خائن تصاحب شده است و تمام اموال او را به درون گودال بزرگی ریخته است. مرا شجاعانه به داخل گودال رفته و با هیولاهای عنصری واقع در آن به نبرد پرداخت. او مأموریت خود را با موفقیت به پایان رساند، اما زمانی که به آتلانتیس بازگشت دیگر خیلی دیر شده بود، و پسرش مرده بود.
این مسئله مرا را به مرحلهٔ عمیقی از افسردگی برد به طوری که همسرش آکوامن را ترک کرد و او را به خاطر مرگ پسرشان سرزنش کرد. مرا معتقد بود اگر پسرشان در بُعد آکوآ متولد می‌شد، به اندازهٔ کافی قدرت داشت که بتواند از حمله بلک مانتا جان سالم بدر ببرد. آکوامن آتلانتیس را ترک نمود اما مرا در همان‌جا باقی ماند. در طی این زمان بود که آکوامن برای تشکیل سازمان جوخه انتحار به دیترویت رفت. وضعیت روحی و روانی مرا رو به وخامت گذاشته تا در نهایت یکی از رهبران آتلانتیس او را به بیمارستان مرکزی آتلانتیس منتقل کرد. او برای چندین ماه در آنجا باقی ماند تا اینکه آکوامن برای نبرد با نیروی بیگانه‌ای از یک عروس دریایی غول‌پیکر به شهر بازگشت. در طی نبرد، مرا از بیمارستان فرار کرد و وحشیانه به آکوامن حمله‌ور شد. آکوامن در حالی که از خود دفاع می‌کرد به‌طور اتفاقی ضربه‌ای به مرا وارد نمود که بدین سبب او به قطعه‌ای فلز برخورد کرد. آکوامن که تصور می‌کرد مرا مرده است، او را درون تابوتی قرار داد و به کاخ سلطنتی خود منتقل کرد.
به دلیل اینکه مرا مقیم این بُعد نبود، اندام‌های حیاتی بدنش در سر جای طبیعیشان، همانند انسان‌های دیگر نبودند. او به زندگی بازگشت و از تابوت بیرون آمد و بدون هیچ صحبتی با آکوامن، به سرزمین مادری‌اش بُعد آکوآ سفر کرد.

## توانایی‌ها و قدرت‌ها
مرا دارای توانایی‌های مشترک میان نژاد زیبیلیان‌ها، اما در مقیاس بیشتری است، (به ویژه کنترل نمودن آب). او با افزایش چگالی آب، قادر به کنترل و خلق سازه در طیف گسترده‌ای است. او قادر به خلق اشیاء با آب سخت و تغییر آن به شکل‌های دلخواه خود است. او اغلب از این توانایی برای ساخت موشک‌هایی از جنس آب استفاده می‌کند که آن‌ها را به سمت هدف خود پرتاب می‌کند. مرا قادر به سفر بین جهان مادریش بُعد آکوآ و قلمرو زمین است. او دارای مهارت دورآگاهی اما در طبقات پایین و جزئی می‌باشد، که به او اجازه برقراری ارتباط با دیگر موجودات آتلانتیس را می‌دهد. بدن مرا دارای قدرت و دوامی به مراتب بیشتر از یک انسان معمولی است به‌طور مثال به او اجازه بقا در اعماق اقیانوس‌ها را می‌دهد، او قادر به از میان برداشتن موانع فلزی است و به راحتی می‌تواند با یک پرش صدها یارد را هم بر روی خشکی یا آب طی کند. او به اندازه‌ای می‌تواند بلند جهش کند که به نظر می‌رسد در حال پرواز است.
مرا تمام طول زندگی خود در زیر آب به سر برده است و به همین دلیل شناگری فوق ماهر محسوب می‌شود و همچنین قادر به تنفس در زیر آب است. او همچنین توسط پدرش برای مبارزات تن‌به‌تن آموزش دیده است. از مشخصات دیگر او زره‌ای سبز رنگ که با پوشیدن آن تقریباً تمام بدنش را فرا می‌گیرد که باعث افزایش دوام او در سطح ضد گلوله می‌شود. مرا در دوره‌ای کوتاه قدرت حلقهٔ فانوس قرمز را نیز در اختیار داشت. حلقه به او طیف بسیار گسترده‌ای از انواع قدرت‌ها را اعطا می‌نمود و حتی توانایی‌های خود او را نیز افزایش می‌داد. اما او دارای نقاط ضعفی هم می‌باشد که از آن‌ها می‌توان به عدم تعادل روانی او اشاره کرد که پس از مرگ فرزندش به آن دچار شده است.